# Macaparana
Macaparana is een gemeente in de Braziliaanse deelstaat Pernambuco. De gemeente telt 24.031 inwoners (schatting 2009).